# Coincya richeri
Coincya richeri, manchmal Richers Schnabelsenf genannt, ist eine Pflanzenart aus der Gattung der Lacksenf (Coincya) innerhalb der Familie der Kreuzblütengewächse (Brassicaceae). Sie ist ein Endemit der Westalpen.

## Beschreibung

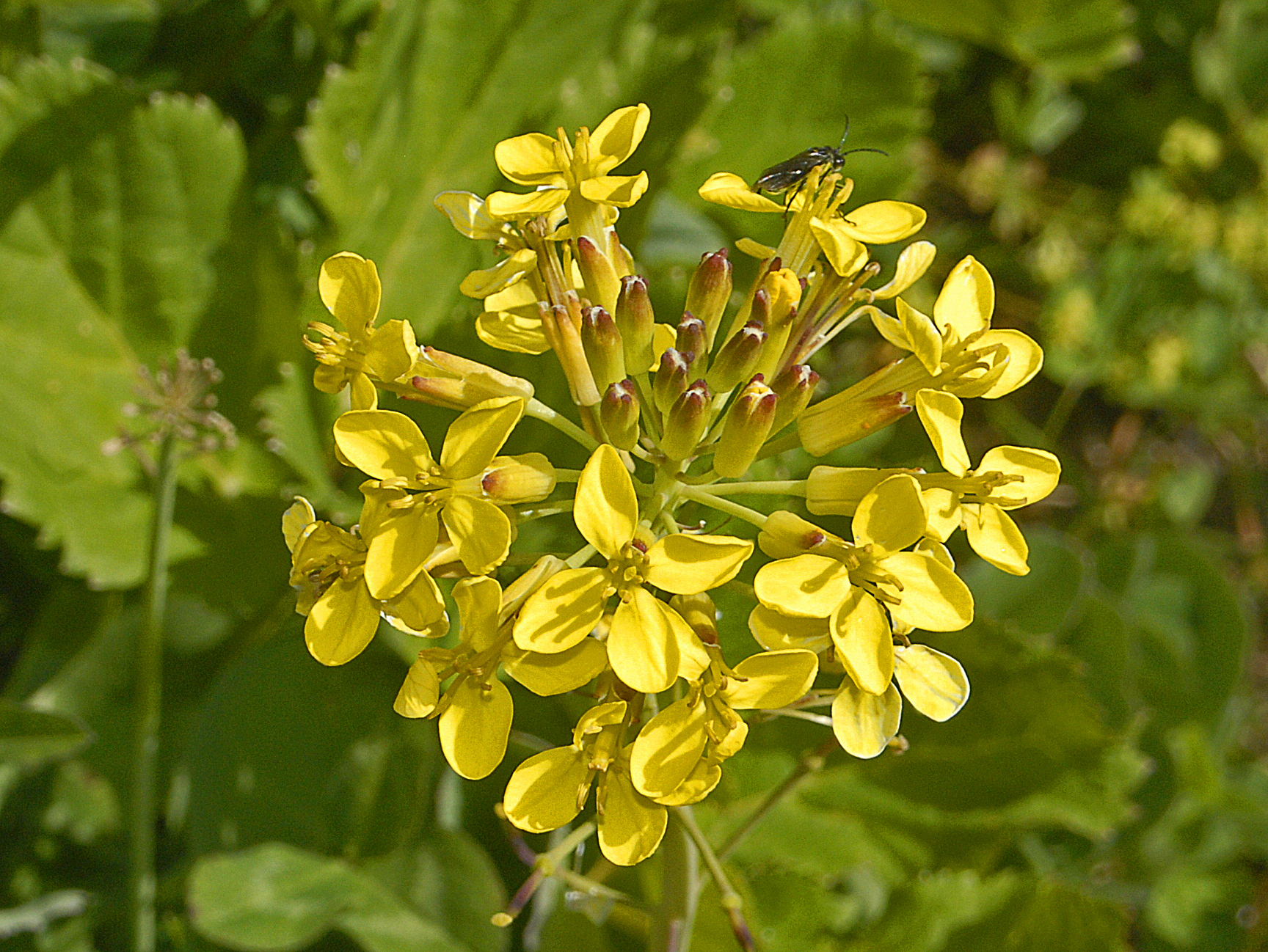
Blütenstand

### Vegetative Merkmale
Coincya richeri ist eine ausdauernde krautige Pflanze, die Wuchshöhen von 20 bis 60 Zentimetern erreicht. Die oberirdischen Pflanzenteile sind kahl. Der aufrechte Stängel ist beblättert.
Die in grundständigen Rosetten und wechselstängig am Stängel angeordneten Laubblätter sind in einen langen Blattstiel und eine Blattspreite gegliedert. Die Blattspreite ist länglich-eiförmig mit glattem bis unregelmäßig und wenig tief gezähntem Blattrand.

### Generative Merkmale
Die Blütezeit reicht von Juni bis August. Der Blütenstand ist anfangs schirmtraubig, später durch eine Verlängerung der Blütenstandsachse traubig. Die gestielte Blüte ist zwittrig mit doppelter Blütenhülle. Die vier aufrechten Kelchblätter sind bis zu 10 Millimeter lang. Die vier gelben Kronblätter sind 12 bis 20 Millimeter lang mit langem Nagel.
Die auf 8 bis 15 Millimeter langen Stielen waagerecht abstehenden Schoten sind 50 bis 80 Millimeter lang, kahl, mit deutlich dreinervigen Fruchtklappen und bis zu 20 Millimeter langem, zweischneidigem Schnabel.

## Vorkommen
Coincya richeri ist in den Westalpen vom Monte Viso bis zum Mont Cenis endemisch. In den subalpinen bis alpinen Höhenstufen gedeiht Coincya richeri in Höhenlagen von 1600 bis 2400 Metern auf kalkarmen Böden, Schutt, in Felsspalten und auf Weiden.

## Systematik
Die Erstveröffentlichung erfolgte 1779 durch Dominique Villars unter dem Namen Brassica richeri Vill. in Prospectus de l'Histoire des Plantes de Dauphiné, Seite 40. Das Artepitheton richeri ehrt den Französischen Arzt und Botaniker Pierre Richer de Belleval (1564–1632). Die Neukombination zu Coincya richeri (Vill.) Greuter & Burdet wurde Werner Greuter und Hervé Maurice Burdet in Med-Checklist Notulae, 7 in Willdenowia, Band 13, 1983, S. 88 veröffentlicht. Weitere Synonyme für Coincya richeri (Vill.) Greuter & Burdet sind: Brassicella richeri (Vill.) O.E.Schulz, Erucastrum richeri (Vill.) Link, Hutera richeri (Lange) Gomez-Campo, Rhynchosinapis richeri (Lange) Heyw.